# CCTV Cup
La Coppa CCTV è una competizione cinese di Go.
Si tratta del torneo con tempi ristretti più longevo della Cina e lo sponsor è l'emittente cinese CCTV. Il vincitore e il secondo classificato si qualificano per la Coppa TV asiatica, dove competono contro i vincitori e i secondi classificati della Coppa NHK giapponese e della Coppa KBS sudcoreana.
Ogni goista ha a disposizione 1 ora di tempo principale con un periodo di byoyomi di 60 secondi.  Il controllo del tempo è stato modificato nel 2021 per essere molto più lento del precedente limite di tempo, che era di una mossa ogni 30 secondi. Il premio per il vincitore è di 300.000 RMB (a partire dal 2021). Il premio in denaro è stato aumentato per l'ultima volta nel 2020, rispetto al precedente premio di 250.000 RMB.

## Albo d'oro
| Year | Winner        | Runner-up     |
| ---- | ------------- | ------------- |
| 1987 | Nie Weiping   | Cao Dayuan    |
| 1988 | Qian Yuping   | Cao Dayuan    |
| 1989 | Ma Xiaochun   | Nie Weiping   |
| 1990 | Qian Yuping   | Liu Xiaoguang |
| 1991 | Ma Xiaochun   | Cao Dayuan    |
| 1992 | Ma Xiaochun   | Nie Weiping   |
| 1993 | Nie Weiping   | Ma Xiaochun   |
| 1994 | Ma Xiaochun   | Qian Yuping   |
| 1995 | Ma Xiaochun   | Nie Weiping   |
| 1996 | Cao Dayuan    | Wang Lei      |
| 1997 | Nie Weiping   | Yu Bin        |
| 1998 | Cao Daoyuan   | Ma Xiaochun   |
| 1999 | Chang Hao     | Liu Jing      |
| 2000 | Ding Wei      | Luo Xihe      |
| 2001 | Hu Yaoyu      | Ma Xiaochun   |
| 2002 | Ma Xiaochun   | Ding Wei      |
| 2003 | Zhou Heyang   | Peng Quan     |
| 2004 | Gu Li         | Yu Bin        |
| 2005 | Liu Xing      | Gu Li         |
| 2006 | Luo Xihe      | Wang Xi       |
| 2007 | Piao Wenyao   | Chen Yaoye    |
| 2008 | Xie He        | Li Zhe        |
| 2009 | Kong Jie      | Zhou Heyang   |
| 2010 | Chen Yaoye    | Gu Lingyi     |
| 2011 | Zhong Wenjing | Wang Lei      |
| 2012 | Tuo Jiaxi     | Lian Xiao     |
| 2013 | Wang Xi       | Jiang Weijie  |
| 2014 | Li Qincheng   | Tao Xinran    |
| 2016 | Mi Yuting     | Li Qincheng   |
| 2017 | Zhang Tao     | Li Xuanhao    |
| 2018 | Fan Tingyu    | Fan Yunruo    |
| 2019 | Ding Hao      | Xu Jiayang    |
| 2020 | Gu Zihao      | Lian Xiao     |
| 2021 | Ke Jie        | Dang Yifei    |
| 2022 | Shi Yue       | Xie Erhao     |
| 2023 | Huang Mingyu  | Shi Yue       |